# Breddenberg
Breddenberg ist eine Gemeinde im Nordosten des Landkreises Emsland in Niedersachsen (Deutschland). Sie gehört der Samtgemeinde Nordhümmling an, die ihren Verwaltungssitz in der Gemeinde Esterwegen hat.
Die Gemeinde, die sich auf 8,92 km² Fläche erstreckt, hat 800 Einwohner.

## Geografie

### Geografische Lage
Breddenberg liegt am Nordrand der hügeligen Geestlandschaft des Hümmling zwischen Papenburg und Löningen. Der Ort wird von der Ohe durchflossen.

### Nachbargemeinden
Nachbargemeinden sind im Nordosten die Gemeinde Esterwegen, im Südosten die Gemeinde Lorup in der Samtgemeinde Werlte, im Südwesten die Gemeinde Börger in der Samtgemeinde Sögel und im Nordwesten die Gemeinde Surwold.

## Geschichte
Die Gemeinde entstand im 18. Jahrhundert als Veenkolonie (Siedlung von Torfstechern). Sie wurde vornehmlich von Börger aus besiedelt. Im Jahr 1788 wurde sie erstmals urkundlich erwähnt.

## Politik

### Bürgermeister
Bürgermeister ist seit November 2016 Hermann Hanekamp (CDU).

### Gemeinderat
Der Gemeinderat aus Breddenberg setzt sich aus 9 Ratsherren zusammen. Die Ratsmitglieder werden durch eine Kommunalwahl für jeweils fünf Jahre gewählt. Die aktuelle Amtszeit begann am 1. November 2021 und endet am 31. Oktober 2026.
| Partei                                             | 2021 | 2016 | 2011 |
| -------------------------------------------------- | ---- | ---- | ---- |
| CDU                                                | 7    | 6    | 6    |
| SPD                                                | 2    | 2    | 3    |
| Einzel                                             | -    | 1    | -    |
| ____________________ Einzelbewerber 2016: Hanekamp |      |      |      |

### Wappen
Blasonierung: „In Silber auf gewölbtem grünen Schildfuß ein roter Stein mit der silbernen Zahl 1788 zwischen zwei aus den Außenseiten des Schildfußes wachsenden, in den Schildrand verschwindenden grünen Eichen; der Schildfuß belegt mit einem silbernen Wellenbalken.“
Das Wappen wurde vom Kommunalheraldiker Jörg Mantzsch gestaltet und am 13. März 2013 von der Gemeinde zur Führung beschlossen. Es nimmt Bezug auf den sogenannten Gründungsstein, der das Gründungsjahr der Gemeinde trägt, womit die Zahl nicht als Schriftsatz, sondern heraldisch als Element des Denkmals gilt. Der gewölbte Schildfuß und der Wellenbalken symbolisieren Berg (Ortsname) und Fluss Ohe. Die Eichen sind ein charakteristischer Baumbestand, der die Ausfahrtsstraßen säumt.
Die Farben der Gemeinde sind: Rot-Weiß.

## Kultur und Sehenswürdigkeiten
- Heimathaus Breddenberg
- Feuchtbiotope im Ohetal

## Wirtschaft und Infrastruktur
Breddenberg ist über die Bundesstraße 401 verkehrsmäßig zu erreichen.
Breddenberg hat eine Bücherei, eine Grundschule und einen Kindergarten.